# Keita Yamashita
Keita Yamashita (født 13. marts 1996) er en japansk fodboldspiller, som spiller for den japanske fodboldklub Renofa Yamaguchi FC.